# Мильцево (Владимирская область)
Мильцево — деревня в Гусь-Хрустальном районе Владимирской области России, входит в состав Муниципального образования «Посёлок Мезиновский». Расположена в 23 км на юго-запад от Гусь-Хрустального. 

## История
Деревня Мильцевская впервые упоминается в XVIII веке.
В 1905 году деревня входила в состав Демидовской волости Касимовского уезда и имела 74 двора при численности населения 611 человек.
В августе 1956 года в деревне поселился возвратившийся из ссылки в Центральную Россию А. И. Солженицын. Он преподавал математику и электротехнику (физику) в 8—10-м классах Мезиновской средней школы. Жизнь Солженицына в Мильцеве нашла отражение в рассказе «Матрёнин двор».

## Население
| 1859 | 1905 | 1926 | 2002 | 2010 | 2021 |
| ---- | ---- | ---- | ---- | ---- | ---- |
| 214  | ↗611 | ↘574 | ↘32  | ↘29  | ↘20  |

## Транспорт и связь
Деревня находится в 1 км на юг от ж/д станции Торфопродукт (п. Мезиновский) на линии Москва—Муром.
Деревню обслуживает сельское отделение почтовой связи Мокрое (индекс 601523).